# دافيد سيمبو
دافيد سيمبو (بالإنجليزية: David Simbo)‏ (28 سبتمبر 1989 بفريتاون في سيراليون - ) هو لاعب كرة قدم سيراليوني في مركز الدفاع. شارك مع منتخب سيراليون لكرة القدم. أما مع النوادي، فقد لعب مع نادي الهلال ونادي ساندفيكين ونادي سوغندال لكرة القدم ونادي نجران وFC Krumkachy Minsk ‏ ونادي موتالا وRaufoss Fotball ‏ وMighty Blackpool F.C. ‏ وRaufoss IL ‏ ونادي تريليبورج ‏ وBodens BK ‏.

## روابط خارجية
- دافيد سيمبو على موقع قاعدة بيانات كرة القدم.إي يو (الإنجليزية)
- دافيد سيمبو على موقع ناشيونال فوتبول تيمز (الإنجليزية)
- دافيد سيمبو على موقع Soccerway.com (الإنجليزية)
- دافيد سيمبو على موقع GSA (الإنجليزية)